# Sphegigaster cirrhocornis
Sphegigaster cirrhocornis är en stekelart som beskrevs av Huang 1990. Sphegigaster cirrhocornis ingår i släktet Sphegigaster och familjen puppglanssteklar. Inga underarter finns listade i Catalogue of Life.